# Ildefonso Puigdengolas
Ildefonso Puigdengolas y Ponce de León (Figueras, 1876-Parla, 31 de octubre de 1936) fue un militar español. Con el grado de coronel, tuvo una participación relevante en la guerra civil española, al frente de fuerzas del Ejército Popular de la República, con las que aseguró Alcalá de Henares y Guadalajara para el bando gubernamental. Su acción más destacada fue la defensa de la ciudad de Badajoz frente a las tropas mandadas por el teniente coronel Yagüe, la primera capital de provincia que cayó por asalto en manos de las fuerzas sublevadas contra el gobierno del Frente Popular.

## Carrera militar
Hijo de un militar de ideas liberales, tras quedar huérfano muy joven ingresó con solo 14 años en la Escuela de Cabos y Sargentos del Colegio de María Cristina para huérfanos de Infantería. Por su carácter inquieto en 1895 marchó sin el permiso familiar como soldado voluntario a la guerra de Cuba tras reiniciarse el conflicto separatista. Falsificó para su alistamiento sus datos personales y lo hizo sin declarar el rango de sargento que ya ostentaba.  Posteriormente participó como teniente en la guerra del Rif. Alternó sus cargos en el Ejército con otros en el policial Cuerpo de Seguridad donde llegó a coronel siendo dos veces nombrado coronel inspector. Como dato curioso mantuvo duelos en su juventud con el político republicano Rodrigo Soriano y con el periodista y escritor republicano Vicente Blasco Ibáñez.
No se ha podido demostrar militancia política, pero fue de ideas izquierdistas y estuvo vinculado a Diego Martínez Barrio y a su partido Unión Republicana. Por el contrario, sí está documentada su pertenencia a la masonería, entre 1932 y 1933.

## Segunda República Española
En abril de 1931, al momento de la proclamación de la República, estaba destinado en Sevilla como jefe del Cuerpo de Seguridad, cargo que mantuvo con el nuevo régimen dada su ideología de izquierdas y vinculaciones políticas con Diego Martínez Barrio. En agosto de 1932 se opuso personal y violentamente a la sublevación del general José Sanjurjo en Sevilla (la sanjurjada), siendo apresado por éste. Por esta época se afilió a la Unión Militar Republicana Antifascista (UMRA) y fue ascendido a coronel. Causó baja al frente del Cuerpo de Seguridad el 27 de mayo de 1936, pasando a la situación de reserva en el Ejército.

## Guerra civil española

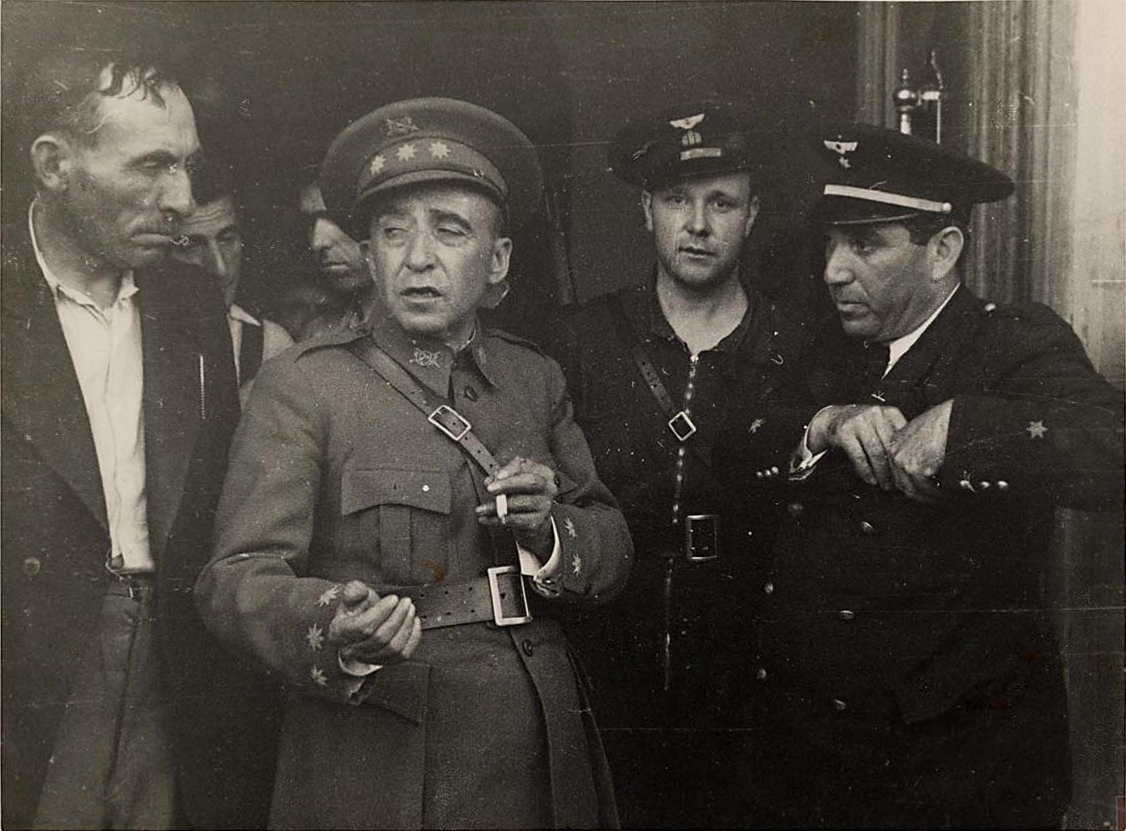
El coronel Puigdengolas en el Ayuntamiento de Alcalá de Henares (Albero y Segovia, 21 de julio de 1936).

Al estallar la guerra civil, se encontraba en Madrid y sin destino. Fue uno de los militares profesionales más activos en la defensa de la República. Mandó la columna que el 20 de julio salió de Madrid para sofocar una previsible revuelta en Alcalá de Henares (21 de julio) lo que hizo sin violencia y para asaltar Guadalajara (22 de julio) lo que se consiguió tras un duro combate.
Nombrado comandante militar de Badajoz desde el 25 de julio de 1936 por el ministro de la Guerra Luis Castelló Pantoja, organizó la defensa de la provincia y de la ciudad. Apresado durante unas horas el 6 de agosto de 1936 por una sublevación de parte de la guarnición de Badajoz, fue herido levemente por la metralla de un bombardeo en el antebrazo izquierdo. Tras recuperar el mando de las tropas, continuó con su labor ante el inminente ataque del Ejército de África. El 13 de agosto de 1936 las fuerzas del Ejército sublevado tomaron posiciones próximas a la ciudad, conquistándola al día siguiente. Puigdengolas permaneció al frente de la defensa hasta que las tropas, mayoritariamente Regulares y de la Legión rebasaron sus murallas, escapando entonces hacia Portugal.
En Portugal permaneció detenido en el Cuartel del Batallón de Cazadores de Elvas y, desde el 24 de agosto, en el fuerte de Caxias de Lisboa. En octubre de 1936, los refugiados españoles que querían volver a la España republicana, entre ellos Puigdengolas, fueron embarcados en el buque Nyassa y trasladados a Tarragona, a donde llegaron el 13 de octubre.
Tras ser depuradas las responsabilidades del coronel en la pérdida de Badajoz, el 26 de octubre Puigdengolas fue nombrado jefe de la agrupación de columnas de Illescas (Toledo) en sustitución de Ramiro Otal Navascués. Participó en el ataque a Seseña, muriendo en Parla asesinado el 31 de octubre por varios de sus propios milicianos cuando intentaba frenar pistola en mano una desbandada y haberle disparado él a uno.

## Condecoraciones
- Cruz del Mérito Militar
- Medalla de la Campaña de Marruecos
- Medalla de la Campaña de Cuba
- Cruz de la Orden de San Hermenegildo.